# Zea nicaraguensis
Zea nicaraguensis là một loài thực vật có hoa trong họ Hòa thảo. Loài này được Iltis & B.F.Benz mô tả khoa học đầu tiên năm 2000.